# St. Stephan (Laaber)

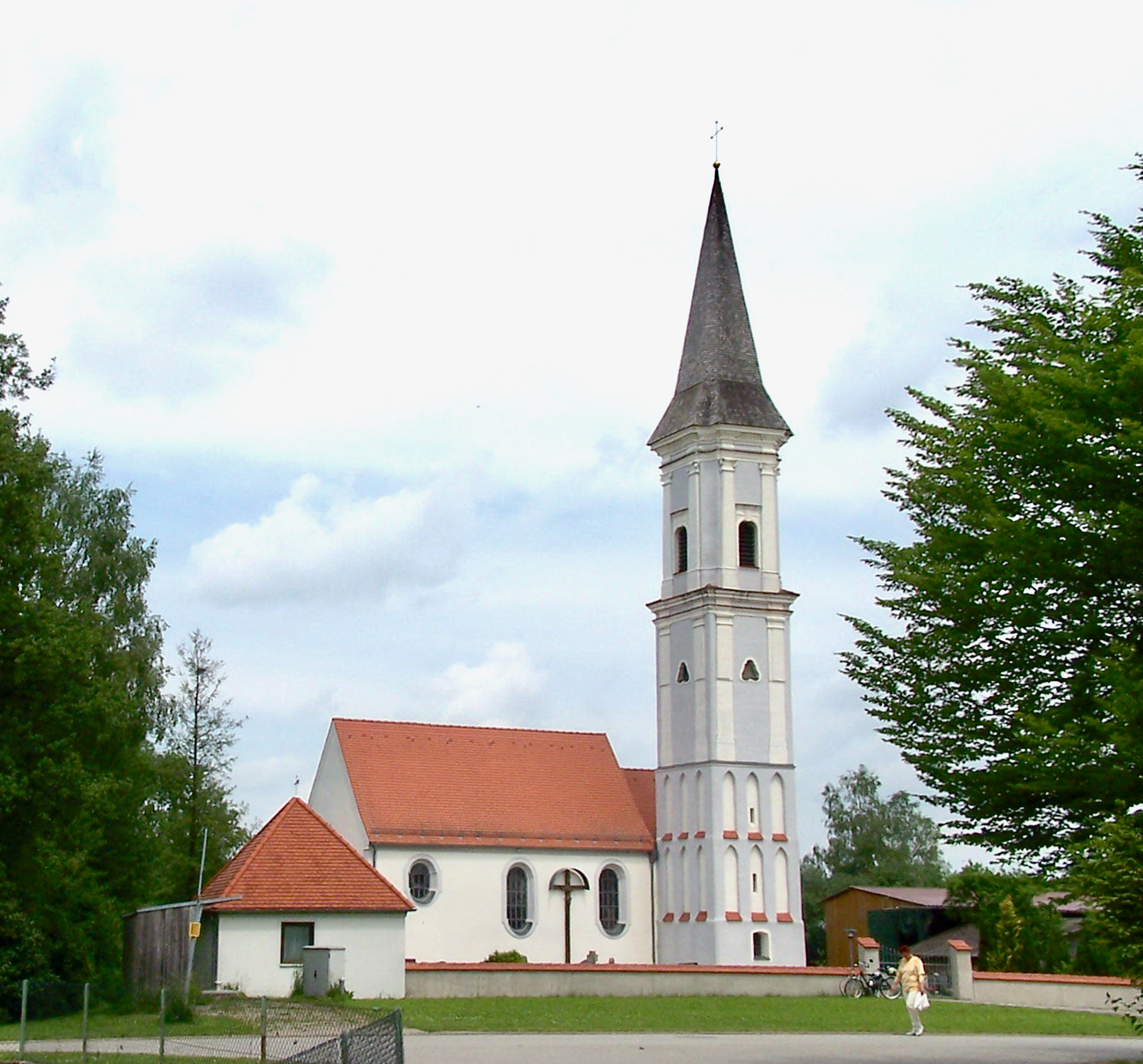
Außenansicht der Filialkirche St. Stephan von Süden

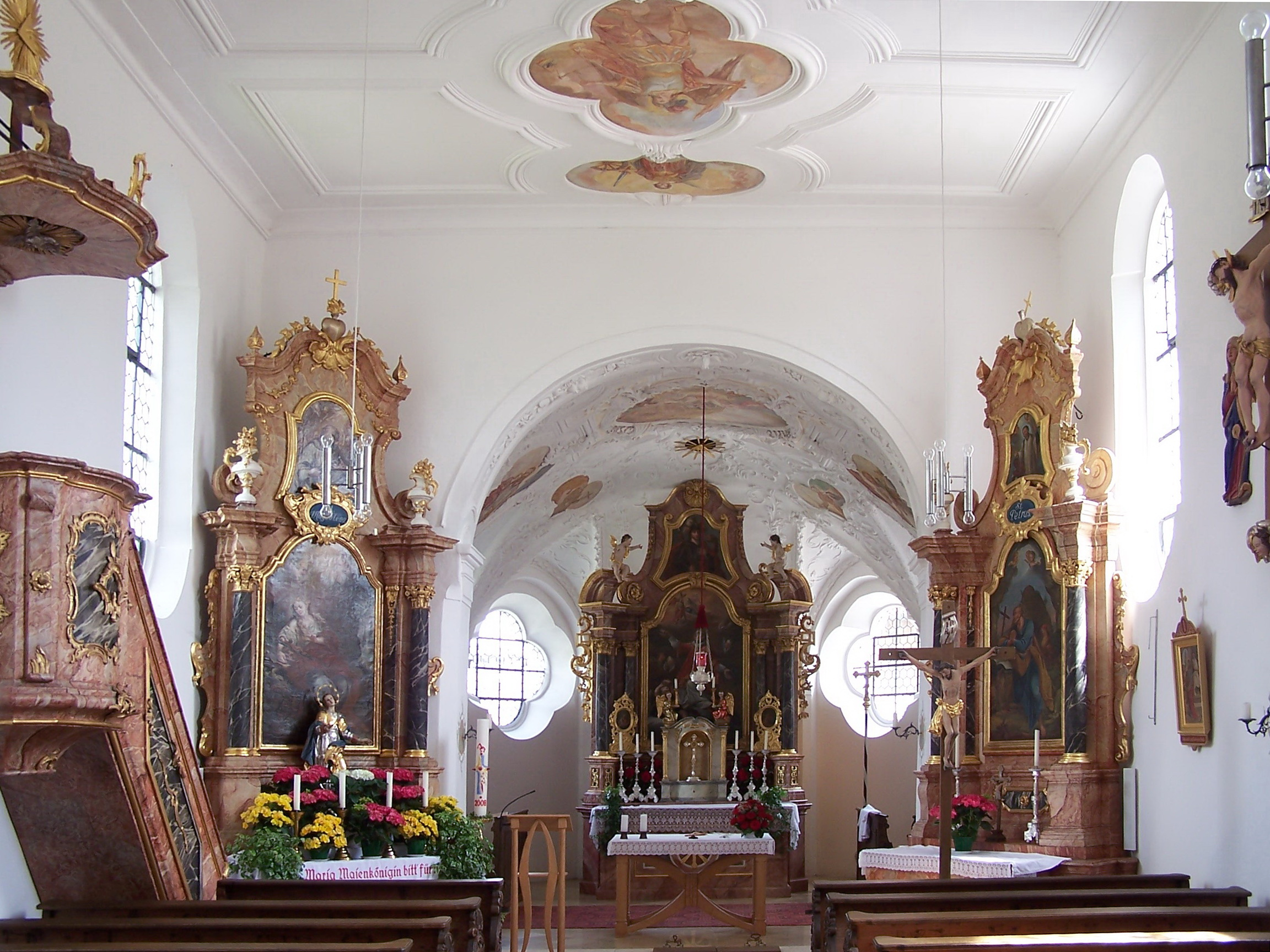
Innenraum

Die römisch-katholische Filialkirche St. Stephan in Laaber, einem Ortsteil des Marktes Rohr in Niederbayern im Landkreis Kelheim, ist eine im Kern spätgotische Anlage aus dem 15. Jahrhundert, die in der Zeit um 1700/10 barock umgestaltet wurde. Der Spitzhelm wurde wohl im 19. Jahrhundert auf den Turm aufgesetzt. Die dem heiligen Stephanus (Gedenktag: 26. Dezember) geweihte Kirche gehört zur Pfarrei St. Petrus in Sandsbach.

## Geschichte
Die Ortschaft Laaber wurde im Jahr 1245 erstmals urkundlich erwähnt. Ebenfalls im 13. Jahrhundert wurde erstmals eine in Laaber befindliche Kapelle als Filiale der Pfarrei Sandsbach im Traditionsbuch des Klosters Geisenfeld erwähnt. Bei der Außenrenovierung 1988 wurden an der Nordseite des Langhauses Bruchsteinmauerwerk freigelegt und an der Südseite ein zugesetztes rundbogiges Portal entdeckt. Beides kann einem romanischen Vorgängerbau zugeordnet werden, der seither als gesichert gilt. Um die Mitte des 15. Jahrhunderts wurde die romanische Anlage zu einer spätgotischen Kirche erweitert und umgebaut. Aus dieser Zeit stammen insbesondere der polygonale Chor und der Unterbau des Turmes. Am Chorscheitel wurden Reste eines zugesetzten Maßwerkfensters mit nachträglich erneuerter Friesmalerei am Außenbau entdeckt, das ebenfalls aus dieser Zeit datiert.
Um 1700/10 wurde die Kirche barockisiert und um ein Joch nach Westen verlängert. Außerdem wurde ein spitzbogiges Portal an der Südseite zugesetzt und durch das heutige Westportal ersetzt. Aus dieser Zeit stammt auch die reiche Stuckdekoration im Chor, die stilistisch an die Wessobrunner Schule erinnert. Für die Umbauarbeiten und die Stuckaturen war der aus Wessobrunn stammende und damals in Rohr ansässige Maurermeister und Stuckateur Joseph Baader d. Ä. verantwortlich, der von 1717 bis zu seinem Tod 1721 die Bauleitung der von Egid Quirin Asam entworfenen Klosterkirche in Rohr innehatte. Die durch spätere Renovierungen stark veränderten Deckenfresken wurden entweder 1713, wie in einem der Langhausgemälde bezeichnet, oder 1723 ausgeführt. Außerdem wurde die Kirche in der ersten Hälfte des 18. Jahrhunderts mit einer Ausstattung im Barock- und Rokokostil versehen.
Der oktogonale Oberbau des Turmes entstand vermutlich zusammen mit dem Spitzhelm im Jahr 1849. Möglicherweise wurde gleichzeitig auch die westliche, gotisierende Vorhalle angefügt. Ein innerhalb des Vorbaus in die Langhausmauer eingelassener Gedenkstein ist auf das Jahr 1850 datiert. Um den westlichen Vorbau als Leichenhaus nutzen zu können, wurde 1959 wieder ein Portal an der Südseite des Langhauses geschaffen. 1986 bis 1988 erfolgten eine umfassende Außenrenovierung und Erneuerung der Fensterverglasung. In den Jahren 1998/99 wurde eine Innenrenovierung durchgeführt. Dabei wurde das nur noch in Resten vorhandene mittlere Chorfresko in aufwändiger Tratteggio-Technik wiederhergestellt. Außerdem wurden die 1959 aufgetragenen Übermalungen an den seitlichen Chorfresken abgetragen, die um 1900 nach Osten erweiterte Empore auf ihre ursprüngliche Tiefe zurückgeführt und das südliche Portal vermauert. Inzwischen war an der Südwestecke des Friedhofs ein neues Leichenhaus erbaut worden.

## Architektur

### Außenbau
Die nach Osten ausgerichtete Saalkirche umfasst ein Langhaus mit drei Fensterachsen und einen nur sehr wenig eingezogenen Chor mit zwei Jochen und Schluss in drei Seiten des Achtecks. Während das Langhaus bis auf barock veränderte Fensteröffnungen, die unten und oben im leicht eingezogenen Rundbogen abschließen, ungegliedert ist, weist der mit barocken Vierpassfenstern ausgestattete Chor am Außenbau schwache, keilförmige Streben und einen Dachfries auf. Der Turm ist südlich am Chor angebaut; die Sakristei ist in dessen unterem Geschoss untergebracht. Die beiden unteren Turmgeschosse werden von spätgotischen Spitzbogenblenden belebt. Darüber ist ein stark überhöhtes Geschoss angeordnet, das von barocken Dreipassöffnungen und toskanischen Pilastern gegliedert wird. Über einem Gesims befindet sich ein Geschoss mit abgeschrägten Kanten, das den Glockenstuhl enthält. Die allseitigen rundbogigen Klangarkaden werden von ionischen Pilastern flankiert. Den oberen Abschluss bildet ein verkröpfter Spitzhelm, der mit Schindeln gedeckt ist.

### Innenraum
Der Chor wird von einem Tonnengewölbe mit Stichkappen überspannt. Die Wände werden von Pilastern mit toskanischen Kapitellen gegliedert. Das Langhaus besitzt eine Flachdecke über einer Hohlkehle. Die Wände sind ohne Gliederung. Der Chorbogen ist rund und mit toskanischen Pilastern besetzt. In der westlichen Langhausachse ist eine Orgelempore mit gerader Brüstung eingezogen.

## Ausstattung

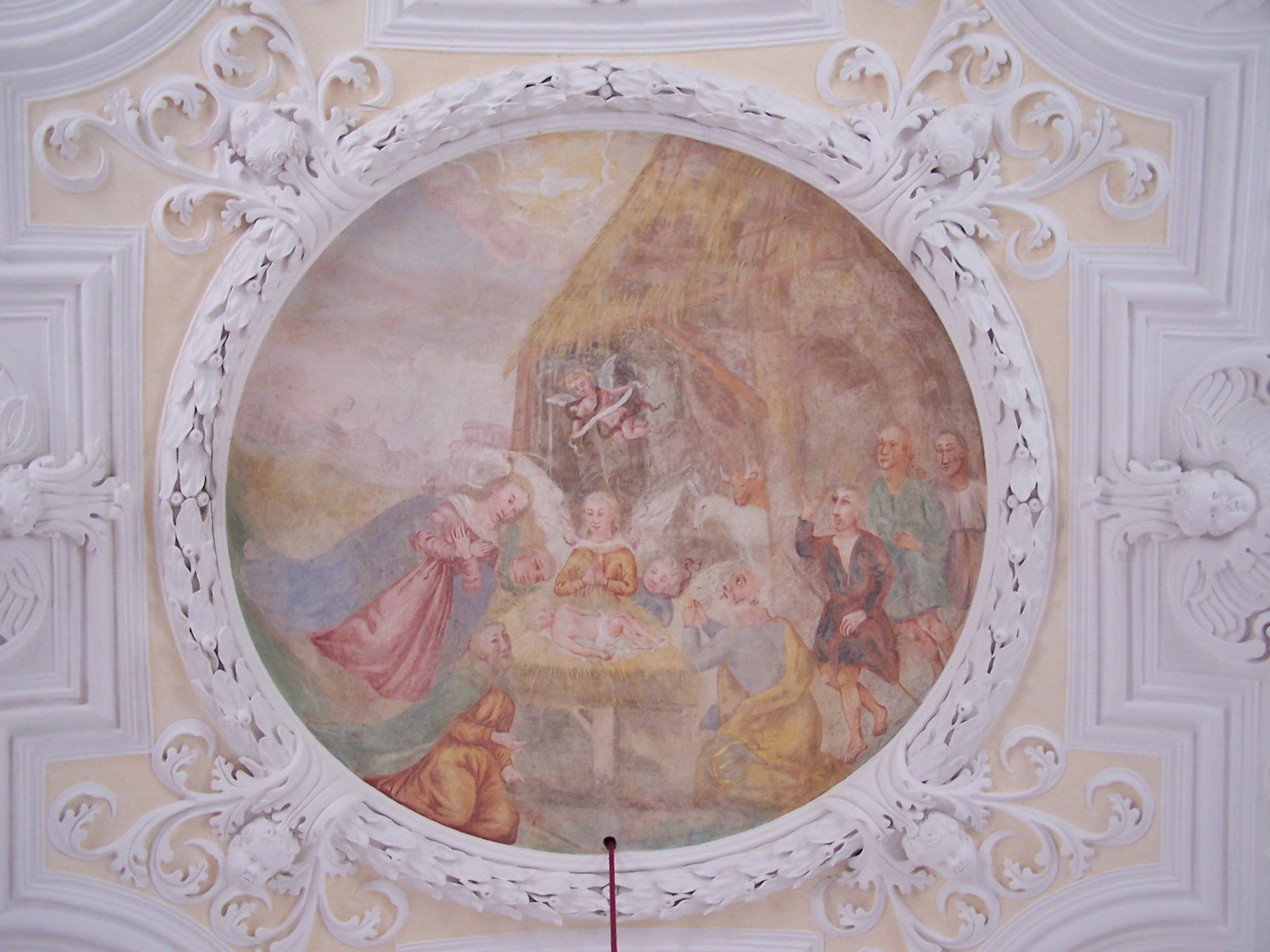
Zentrales Deckenfresko im Chor (Anbetung der Hirten)

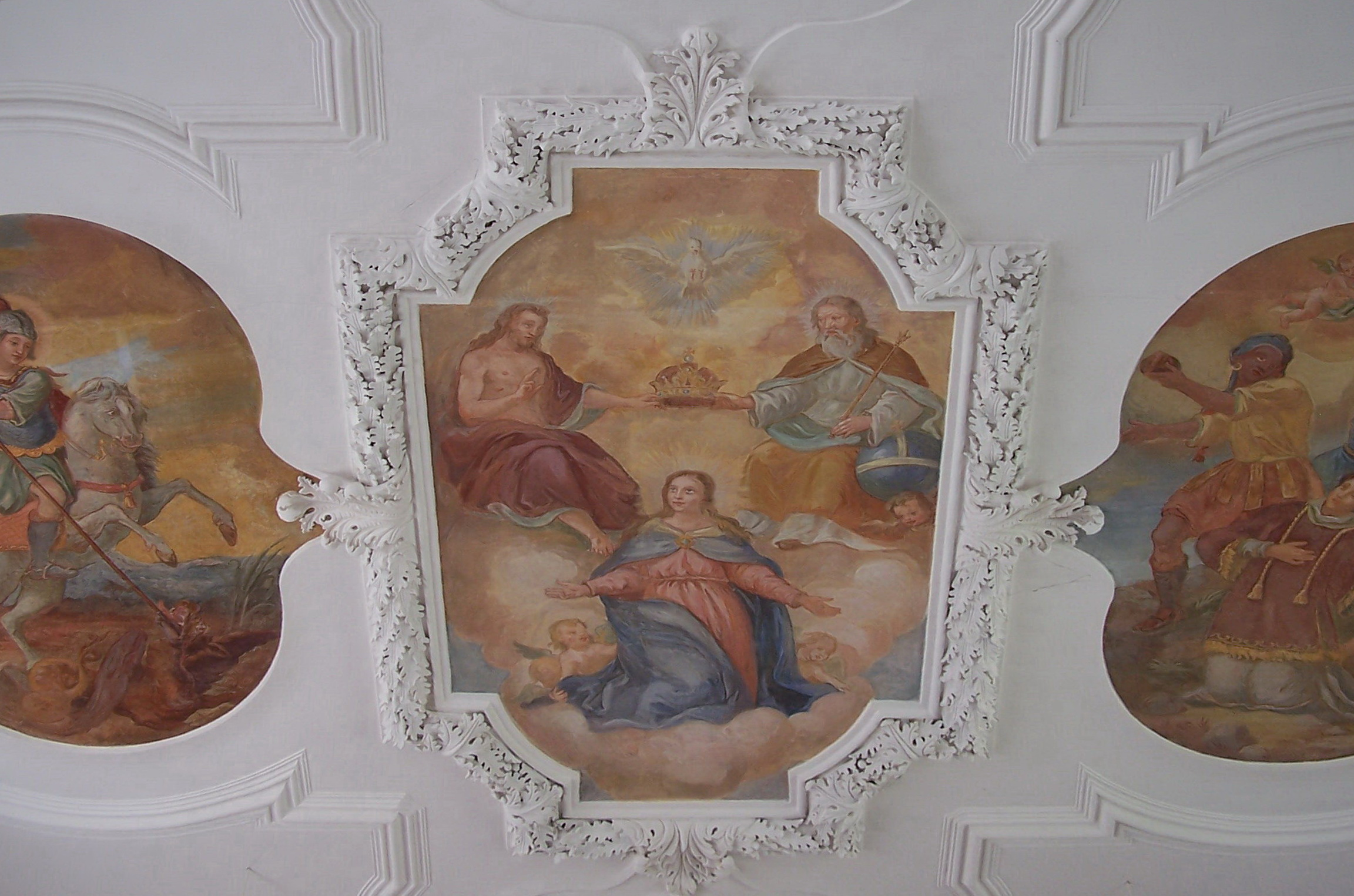
Stuck und Deckengemälde im Langhaus

### Stuck und Deckengemälde
Der Chorraum ist reich mit qualitätvollen Stuckornamenten ausgestattet. Das Tonnengewölbe ist mit Blüten und Bandwerk überzogen. Das mittlere Deckenfresko wird von einem mit Akanthusrankwerk und Engelsköpfen versehenen Lorbeerstab eingefasst und von einer äußeren Profilrahmung umschlossen, die über weitere Engelsköpfe die Verbindung zu den übrigen, in Kartuschen angeordneten Fresken herstellt. Über dem Hochaltar ist das Auge Gottes zusammen mit dem gleichseitigen Dreieck als Symbol der Heiligen Dreifaltigkeit dargestellt. Durch einen vergoldeten Strahlenkranz ist es besonders hervorgehoben. Außerdem sind die Schildbögen und die Grate der Stichkappen alternierend mit Lorbeer- und Akanthusstäben besetzt, ihre Flächen – ebenfalls im Wechsel – mit Akanthusblättern und Muschelschalen verziert. Das mittlere Deckenfresko im Chor, das die Anbetung der Hirten darstellt, wurden inzwischen in weiten Teilen rekonstruiert. Die dem Hauptbild zugeordneten Fresken stellen die Heiligen Josef (links) und Johannes Nepomuk (rechts) dar. Auf den Gemälden im Chorschluss sind die Heiligen Franziskus (links) und Antonius von Padua (rechts) abgebildet.
Das zentrale Deckenfresko im Langhaus wird von einer Eichblattrahmung umgeben, die von mehreren Akanthusblättern aufgelockert wird. Dargestellt ist die Krönung Mariens zur Himmelskönigin durch die Heilige Dreifaltigkeit. Die beiden seitlichen, von geschwungenen Stuckrahmen eingefassten Gemälde zeigen die Heiligen Stephanus (nördlich) und Georg (südlich). Westlich und östlich des Hauptgemäldes befinden sich zwei weitere Fresken, die von einem Stuckrahmen in Vierpassform umgeben sind. Das westliche Gemälde zeigt die Heiligen Stephanus und Sebastian, auf dem östlichen ist der heilige Michael dargestellt. Das Gemälde, das auf der Ostseite unmittelbar vor dem Chor angebracht ist, zeigt die heilige Katharina. Es ist mit der Signatur „CSB“ versehen und mit der Jahreszahl 1713 bezeichnet.

### Hochaltar
Der barocke Hochaltar stammt aus dem frühen 18. Jahrhundert. Der Aufbau, der seitlich mit Akanthusschnitzwangen verziert ist, wird von vier Rundsäulen und zwei Pilastern getragen, wobei das äußere Säulenpaar weiter in den Raum vorgeschoben ist. Dementsprechend ergibt sich ein verkröpftes Gebälk. Zwei Giebelstücke oberhalb der äußeren Säulen, die mit Engelsfiguren besetzt sind, flankieren den geschweiften, mit Voluten verzierten Aufsatz. Auf dem Altarblatt ist der Kirchenpatron Stephanus dargestellt, im Oberbild der heilige Georg. Der Tabernakel mit vergoldeter Aussetzungsnische wird von zwei kannelierten Säulchen flankiert. Auf dem Tabernakel befinden sich zwei Leuchterengel, die mit der Jahreszahl 1418 bezeichnet sind. Die kleinen barocken Vorsatzbilder zeigen die heilige Maria und den heiligen Josef, beide mit Jesuskind.

### Seitenaltäre
Die etwa gleichzeitigen Seitenaltäre sind beidseits des Chorbogens angeordnet. Die zweisäuligen Aufbauten mit profiliertem, mehrfach verkröpftem Gebälk werden von geschwungenen, mit flankierenden Voluten verzierten Aufsätzen bekrönt. Auf dem Altarblatt des nördlichen (linken) Seitenaltars ist die Fußsalbung Christi durch die heilige Magdalena dargestellt, im Oberbild der heilige Johannes Nepomuk. Der südliche (rechte) Seitenaltar enthält ein Altarblatt mit einer Darstellung des Apostels und Pfarrpatrons Petrus; das Oberbild zeigt den heiligen Franz Xaver.

### Kanzel
Die Rokoko-Kanzel an der Evangelienseite stammt aus der Zeit um 1750/60 und besitzt einen geschwungenen Korpus, der von Eckpilastern gegliedert wird. Die dazwischen liegenden, rot marmormierten Felder enthalten vergoldete Rocaille-Kartuschen, deren Inneres eine schwarze Marmorierung aufweist. Der mit Vasen und Voluten verzierte Schalldeckel wird von dem Dreifaltigkeitssymbol mit dem Auge Gottes im Strahlenkranz bekrönt.

### Übrige Ausstattung
Gegenüber der Kanzel ist ein Kruzifix aus der ersten Hälfte des 17. Jahrhunderts angebracht. Spätgotische Schnitzreliefs der heiligen Maria und des Evangelisten Johannes, die aus der Zeit um 1520 stammen, ergänzen das Kruzifix zur Kreuzigungsgruppe. Zur barocken Ausstattung zählen dagegen einzelne Teile des Chorgestühls und die um 1700 geschnitzten Wangen des Laiengestühls. Letztere sind mit Akanthusrankwerk und Muschelschalen verziert. Die durch Spenden finanzierten Kreuzwegtafeln wurden 1882 von dem Künstler Matthias Stadler geschaffen. Diese ersetzten vermutlich einen früheren Kreuzweg, der um 1800 angeschafft worden war.

### Orgel
Die Orgel wurde um 1840 von Josef Mühlbauer junior aus Train erbaut. Das Schleifladeninstrument mit mechanischen Spiel- und Registertrakturen umfasst sechs Register auf einem Manual und einem fest angekoppelten Pedal. Es ist hinter einem dreiteiligen, nach außen hin ansteigenden und in Felder unterteilten Prospekt untergebracht. Dieser wird dem klassizistischen Stil zugerechnet. Die Disposition lautet wie folgt:
| I Manual CDEFGA–c3 |            |       |
| 1.                 | Salicional | 8′    |
| 2.                 | Gedackt    | 8′    |
| 3.                 | Principal  | 4′    |
| 4.                 | Octav      | 2′    |
| 5.                 | Mixtur II  | 1 ⁄3′ |

| Pedal CDEFGA–a |          |    |
| 6.             | Octavbaß | 8′ |

## Galerie

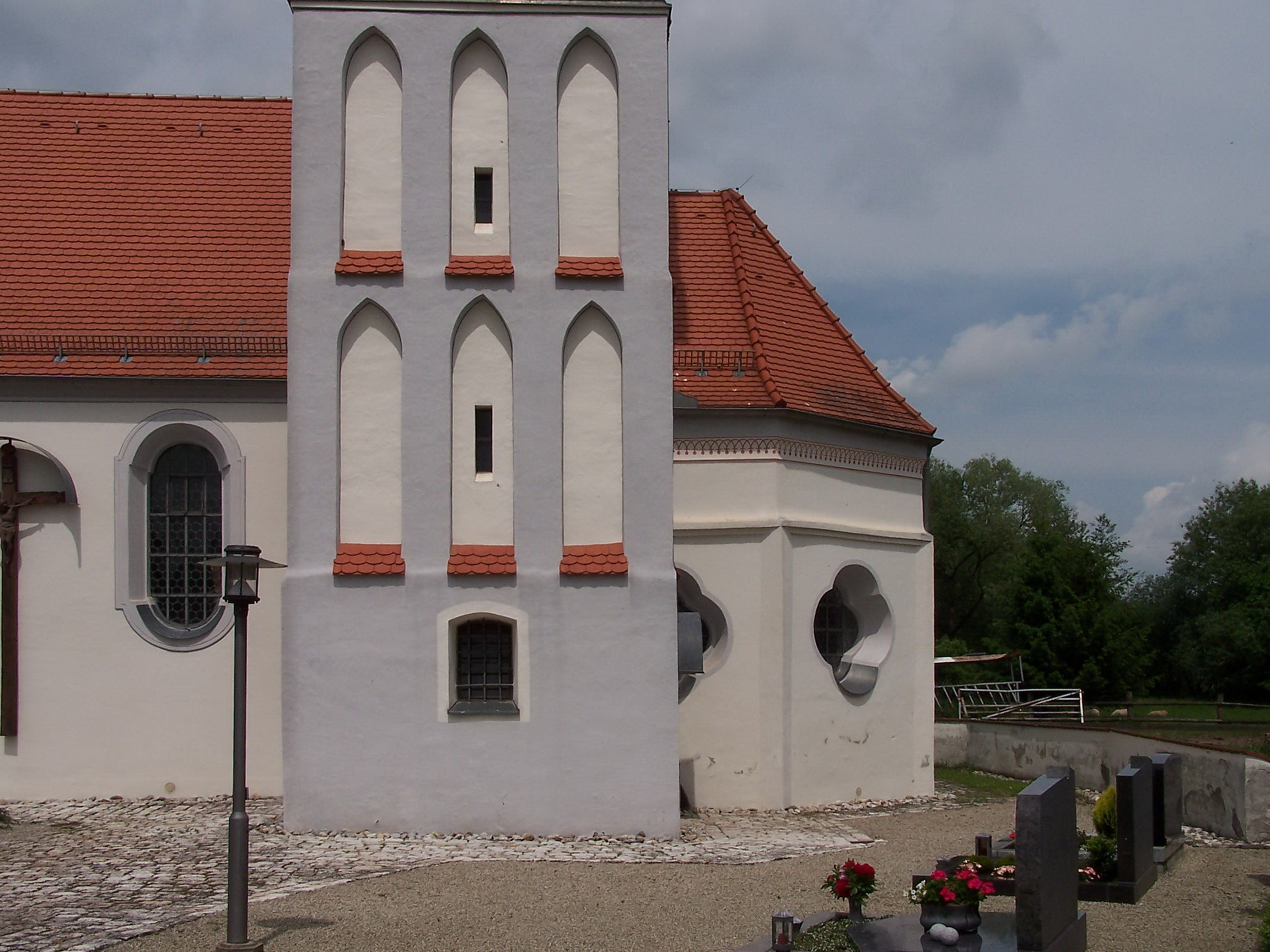
Spitzbogenblenden am Turmunterbau
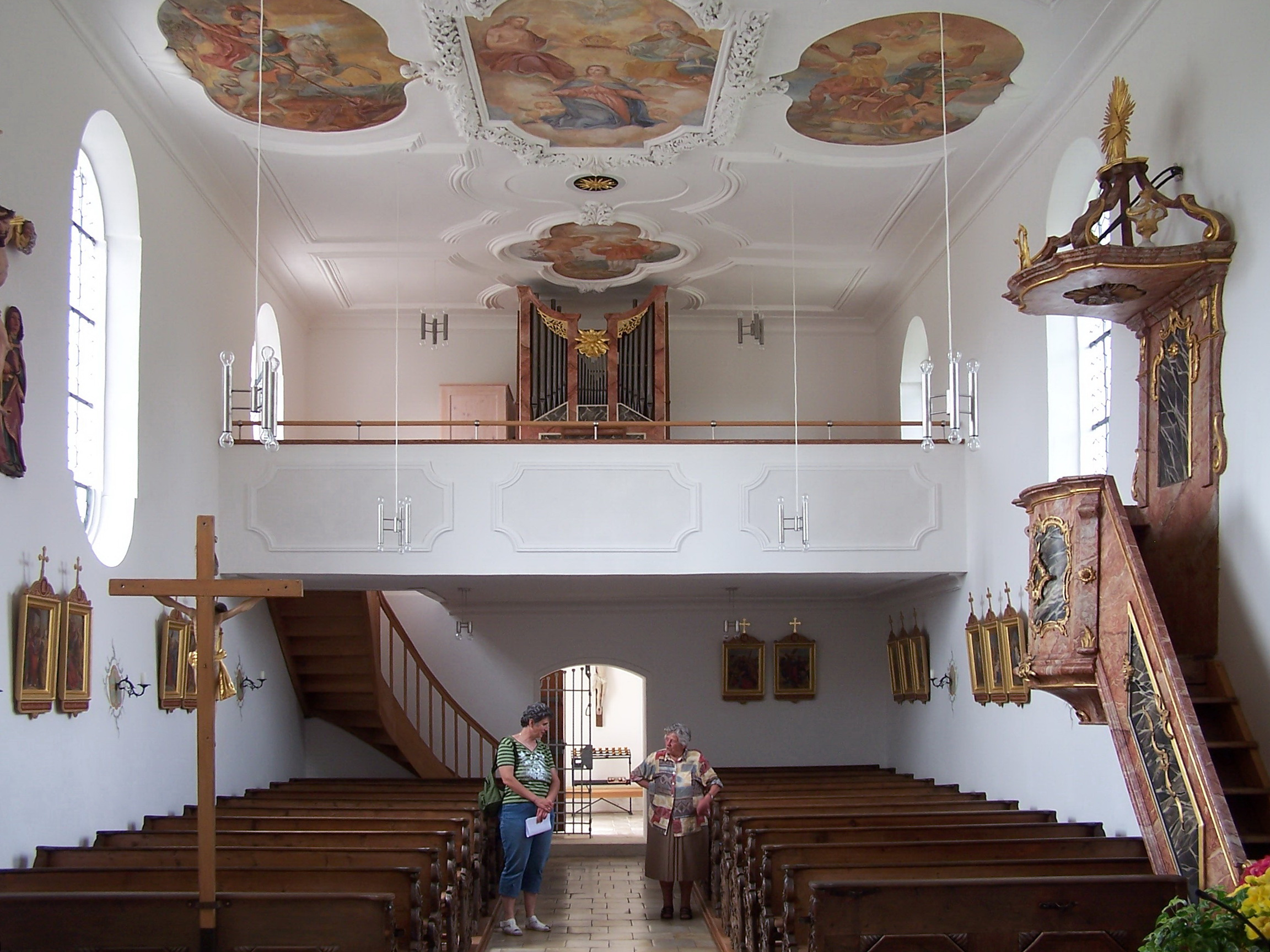
Blick zur Westempore mit der Mühlbauer-Orgel aus der Zeit um 1840
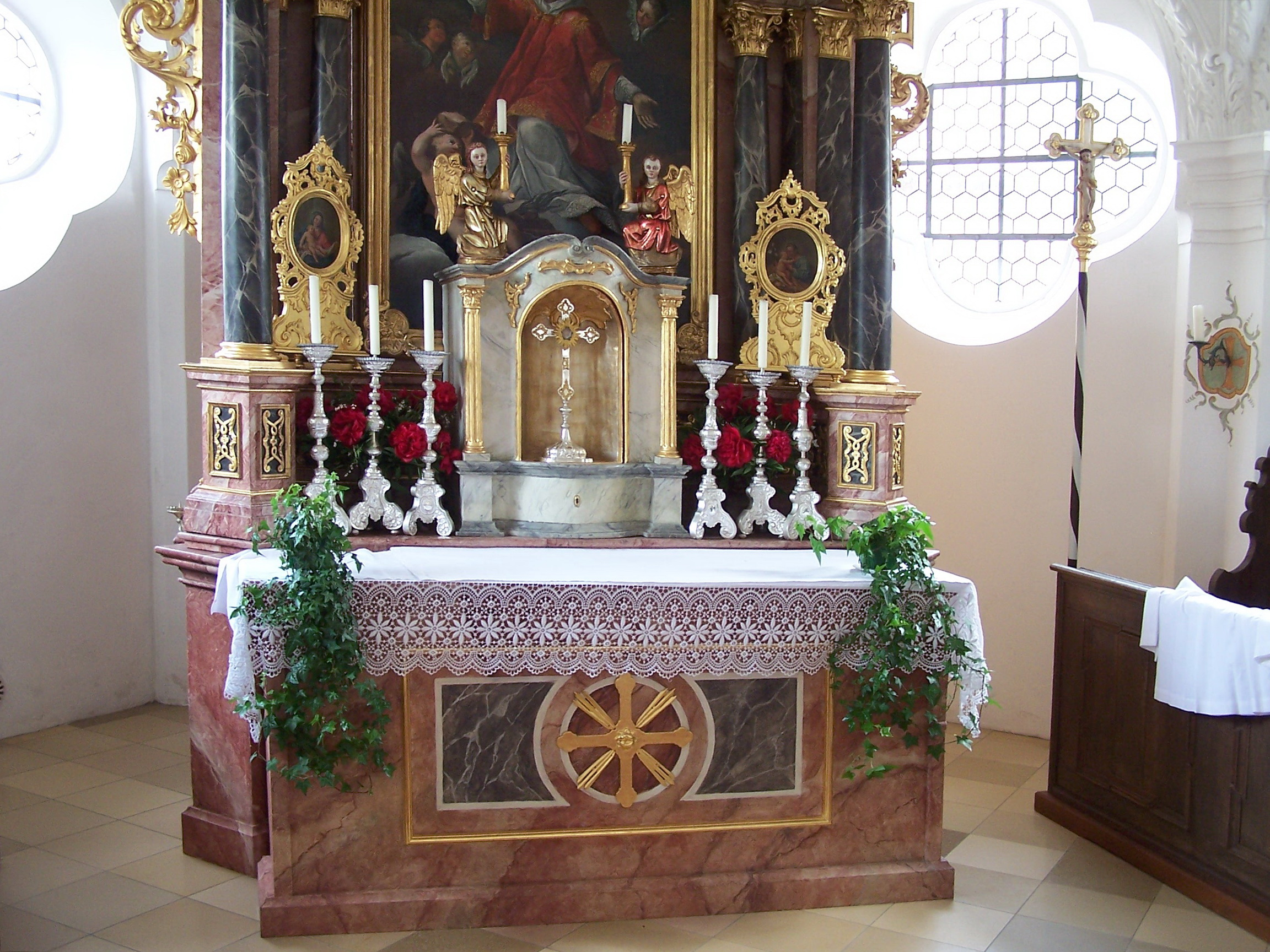
Hochaltar – Mensa und Predella
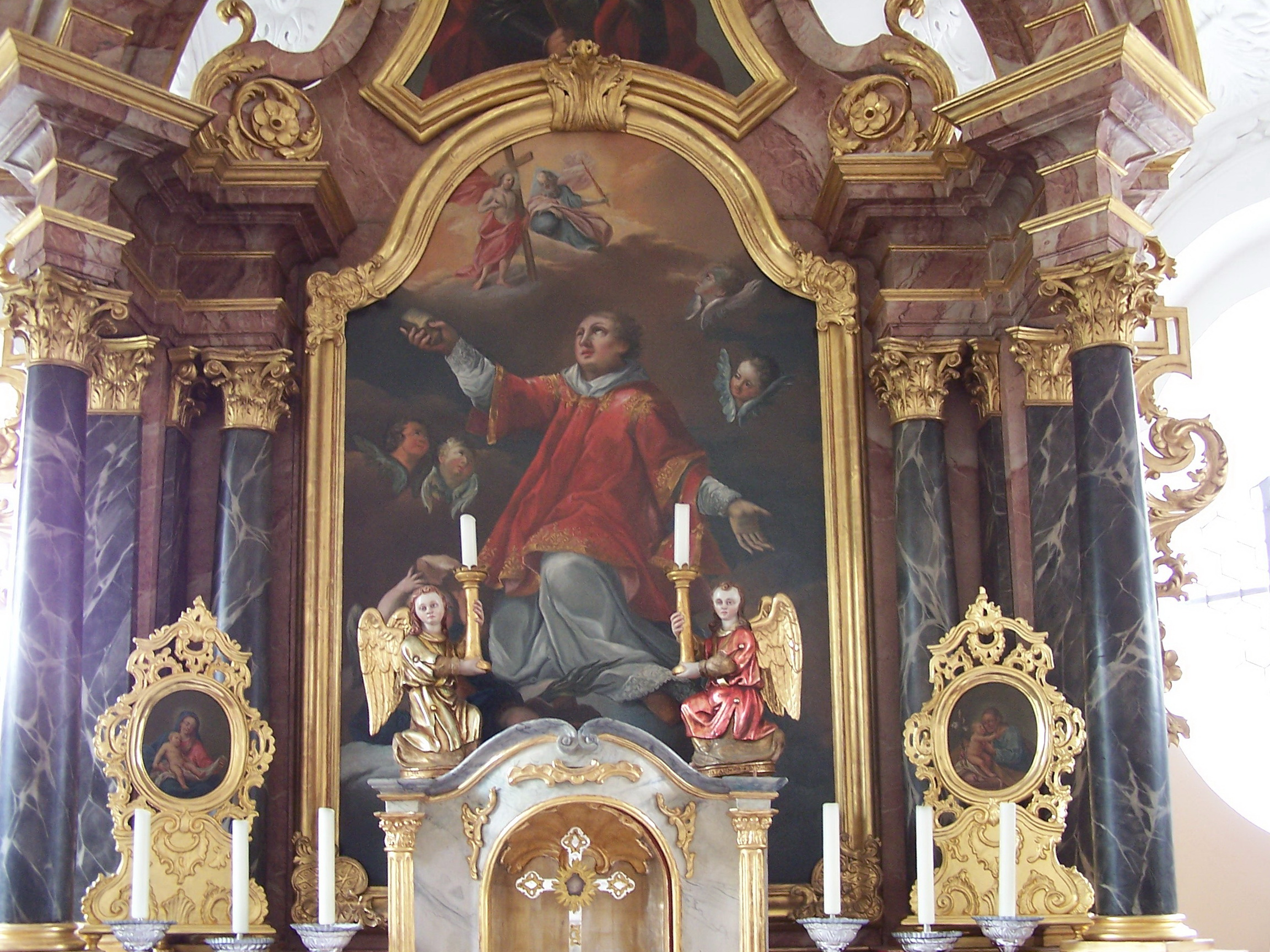
Hochaltar – Altarblatt
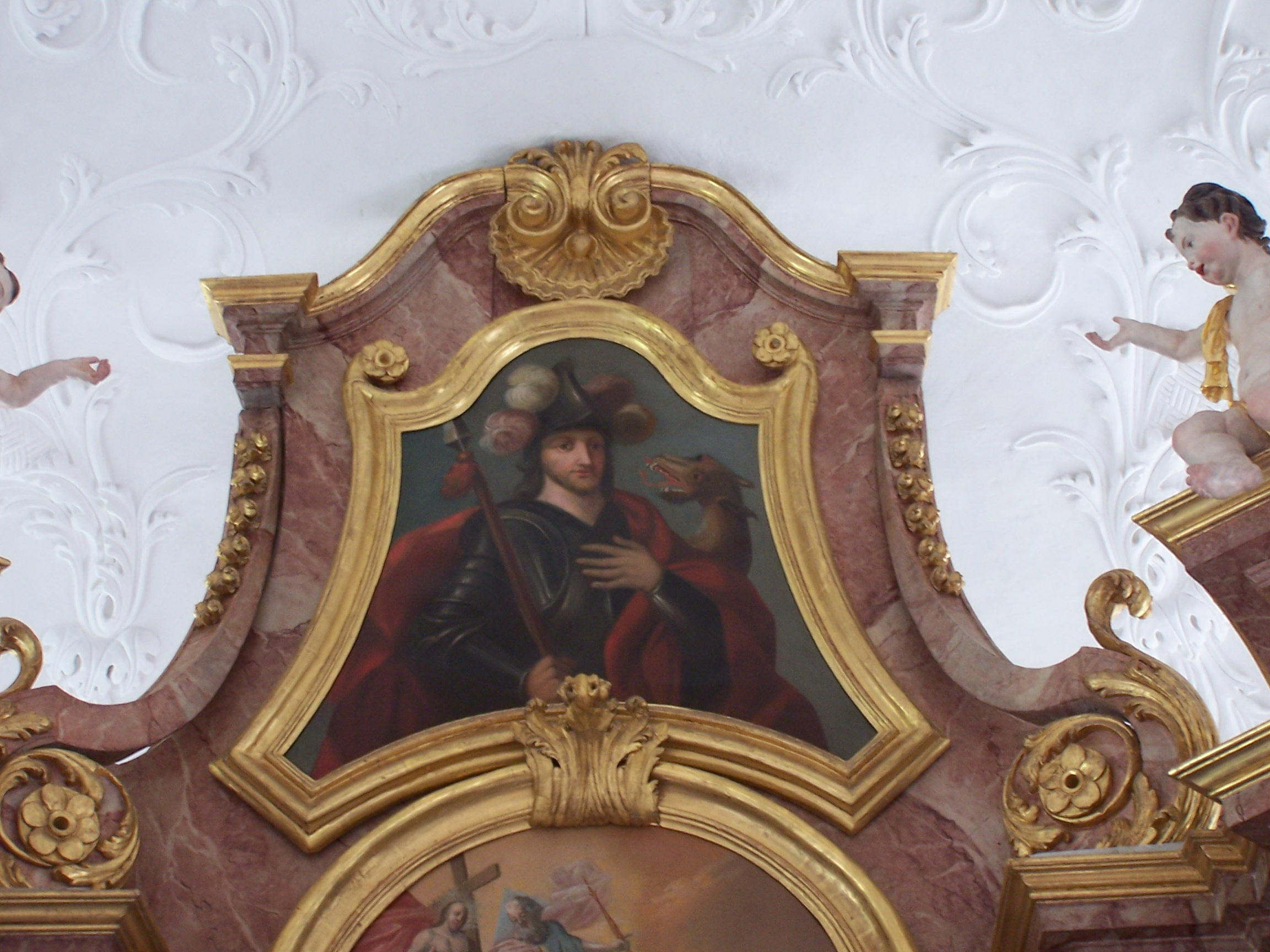
Hochaltar – Auszug
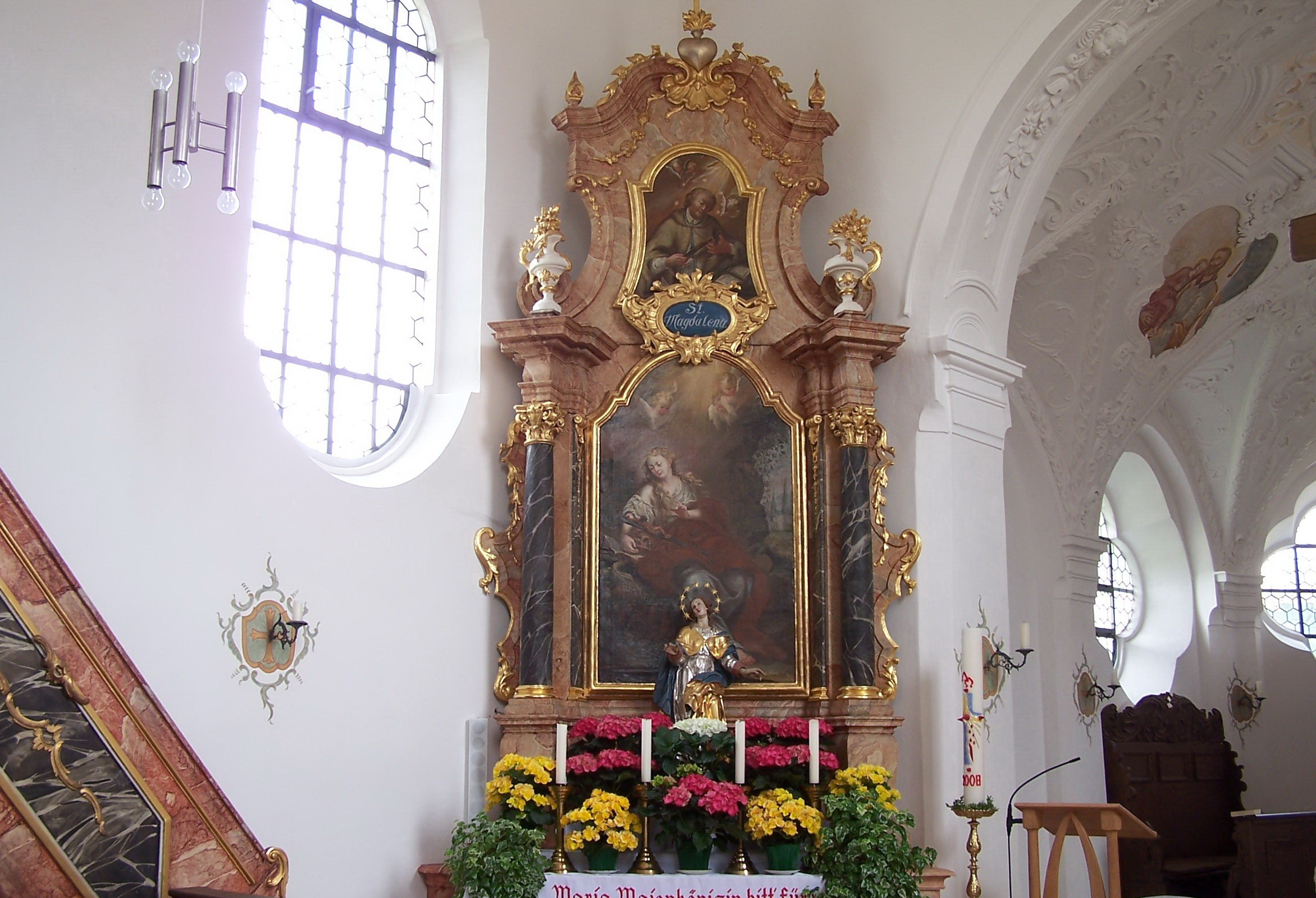
Nördlicher Seitenaltar
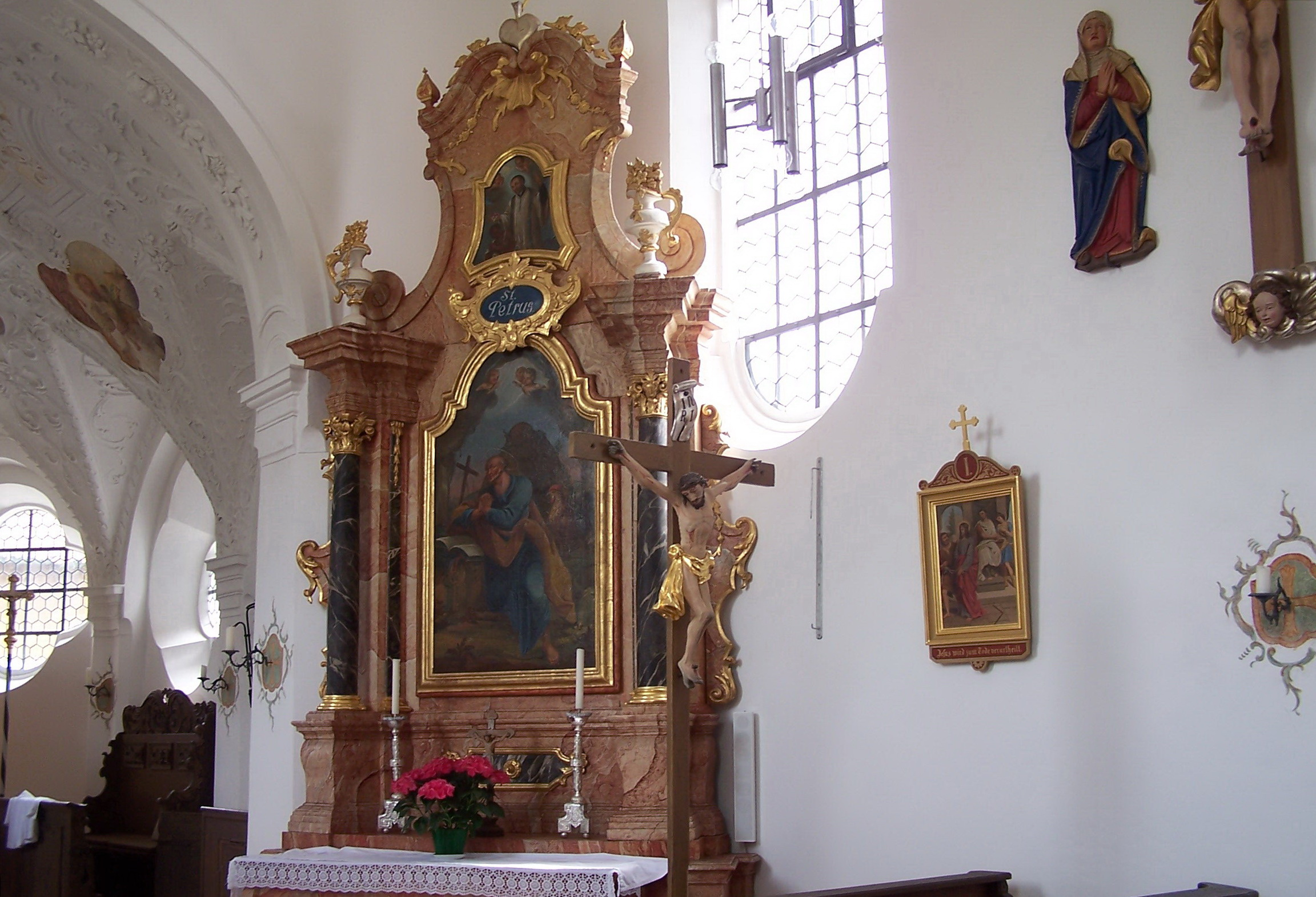
Südlicher Seitenaltar
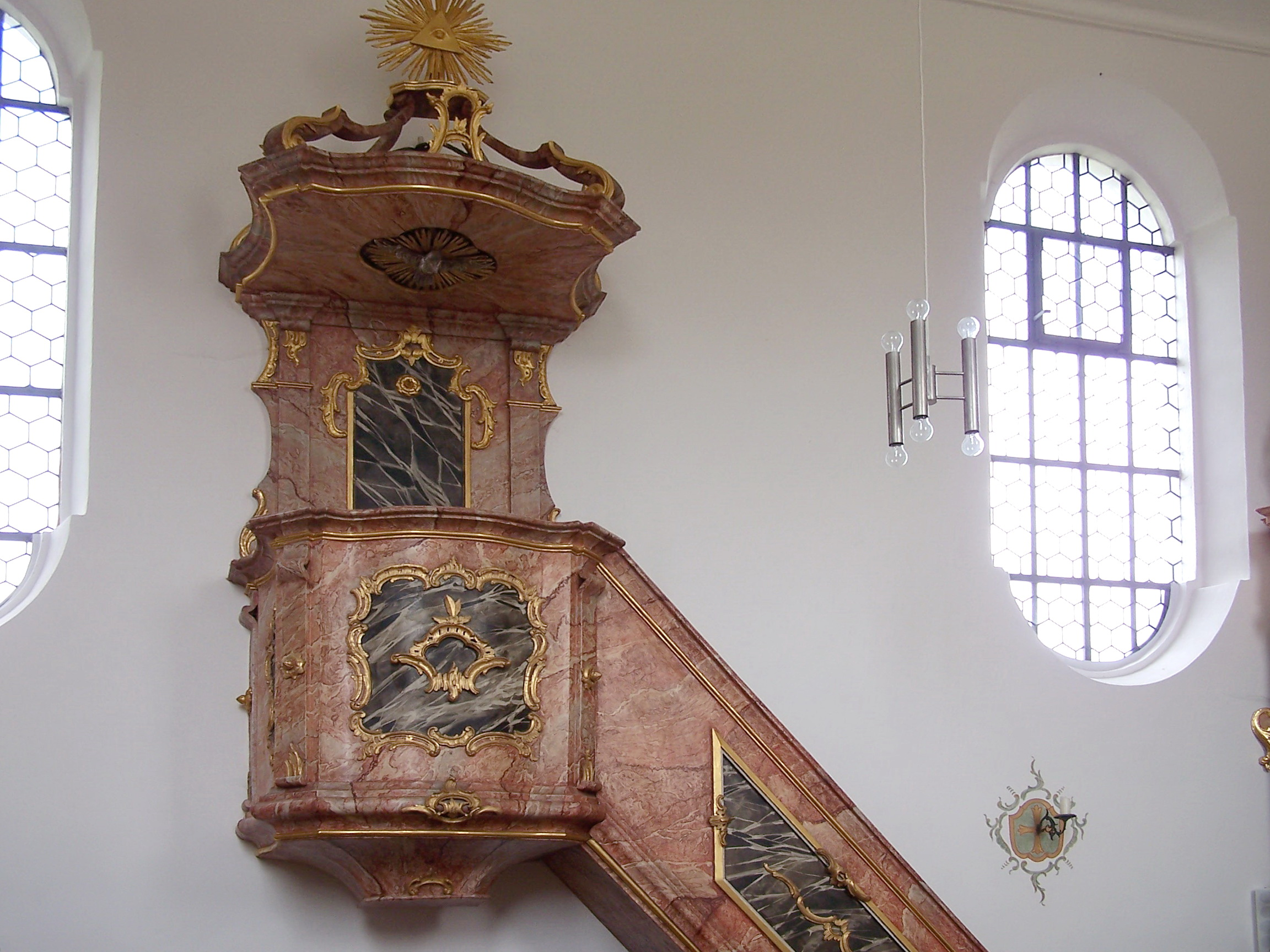
Kanzel
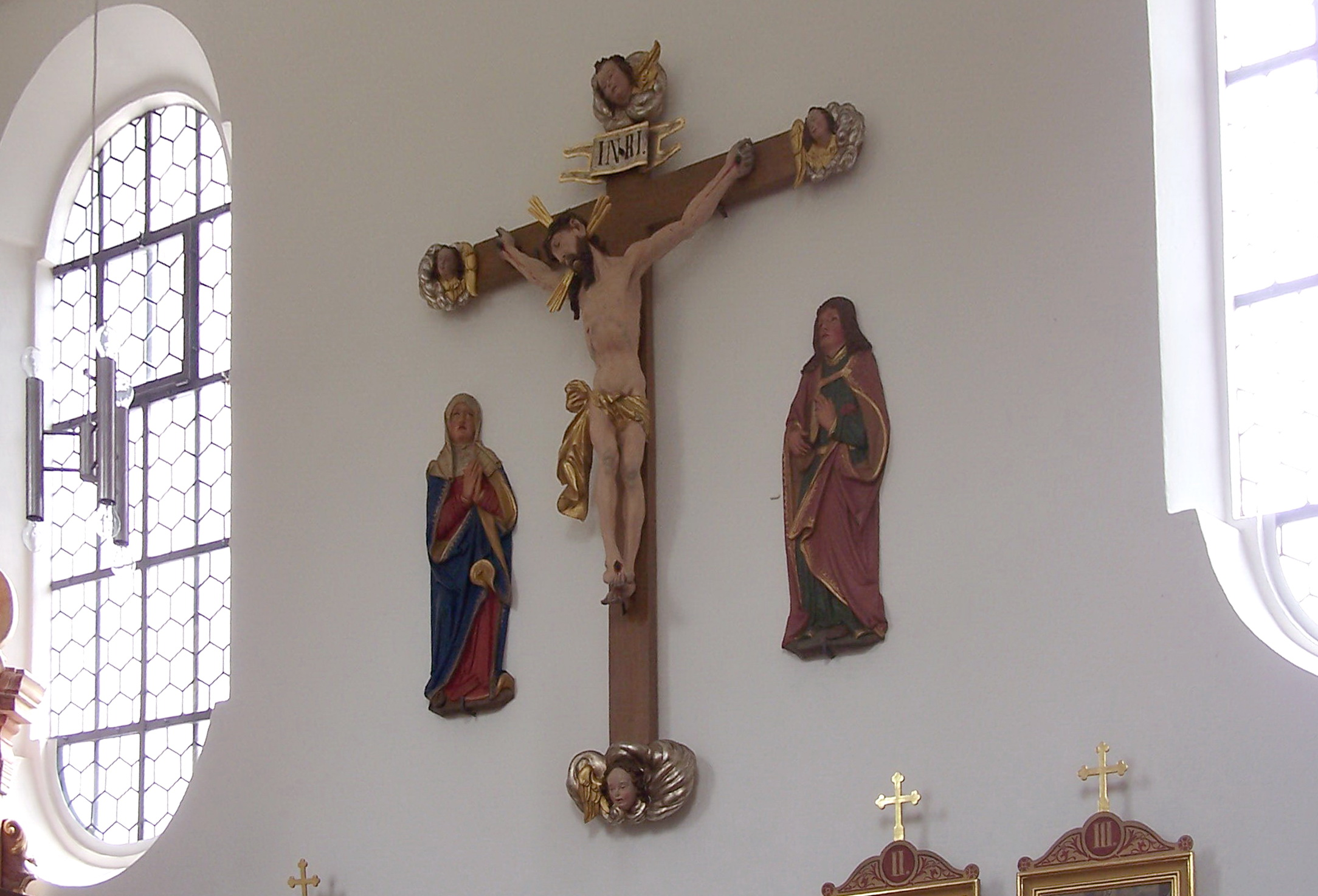
Kreuzigungsgruppe
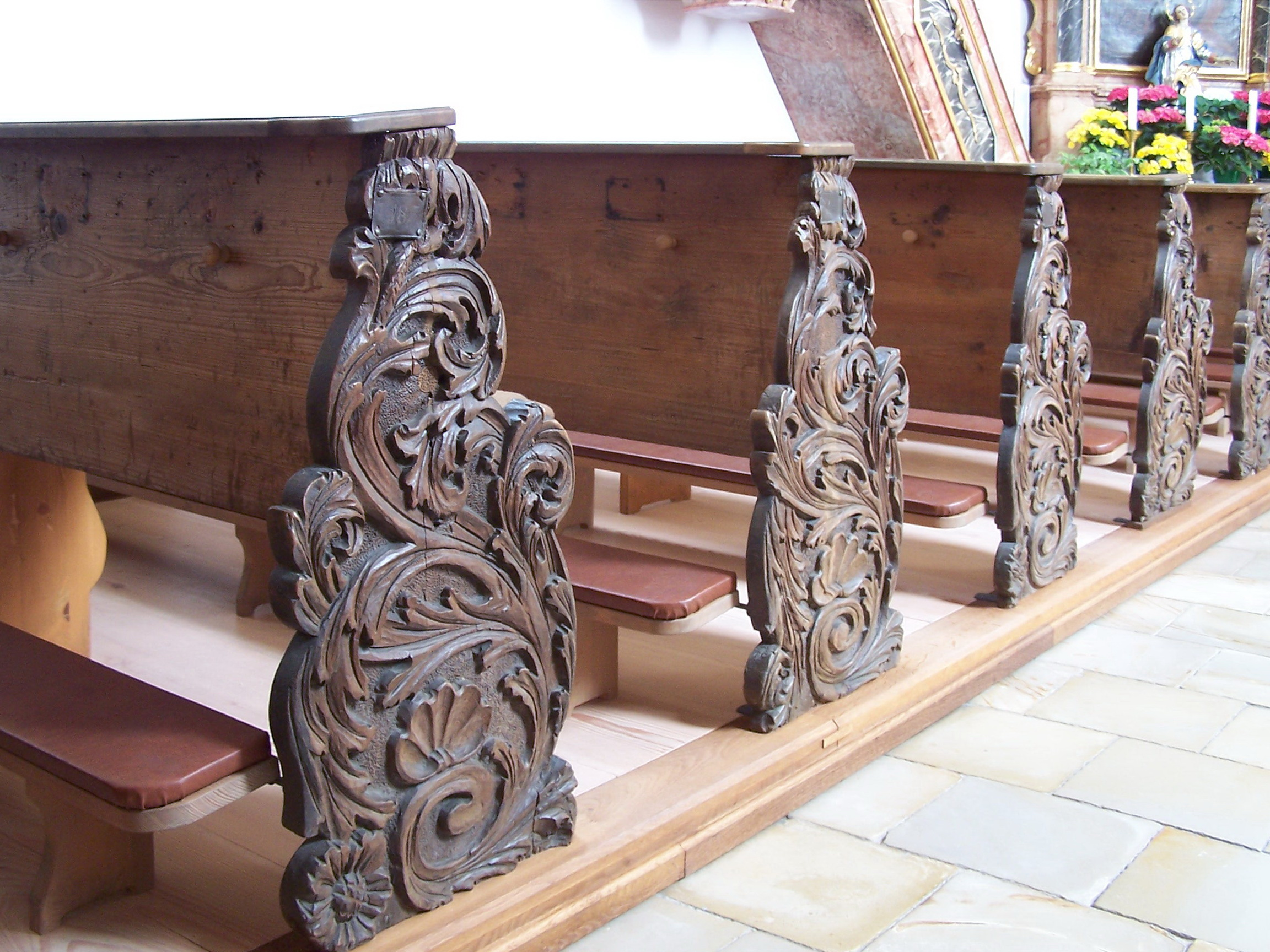
Stuhlwangen